# Nectandra reflexa
Nectandra reflexa là một loài thực vật thuộc họ Lauraceae. Loài này có ở Ecuador và Peru.